# Diepoldsau
Diepoldsau é uma comuna da Suíça, no Cantão São Galo, com cerca de 5.477 habitantes. Estende-se por uma área de 11,23 km², de densidade populacional de 488 hab/km². Confina com as seguintes comunas: Altach (AT-8), Balgach, Hohenems (AT-8), Lustenau (AT-8), Oberriet, Widnau.
A língua oficial nesta comuna é o Alemão.